# New Year's Day
New Year's Day är tredje spåret på U2:s album War från 1983. Känd för Adam Claytons bas och pianoslingan av The Edge. Låten handlar om frihetskampen som den otillåtna fackföreningen Solidaritet förde i Polen. Singeln släpptes i januari 1983. Den blev högaktuell då den polska regimen på just nyårsdagen 1983 utlyste undantagstillstånd för att kväsa Solidaritets uppror. Bono skrev texten kort efter sitt giftermål med Alison Stewart.
New Year's Day är en av U2:s mest spelade låt live genom tiderna, totalt 704 gånger mellan 1982 och 2015 The Edge växlar då mellan gitarr och keyboard.
Musikvideon till New Year's Day är inspelad i de svenska fjällen i Sälen, Dalarna i december 1982. Regissör var Meiert Avis.